# Horsh Beirut

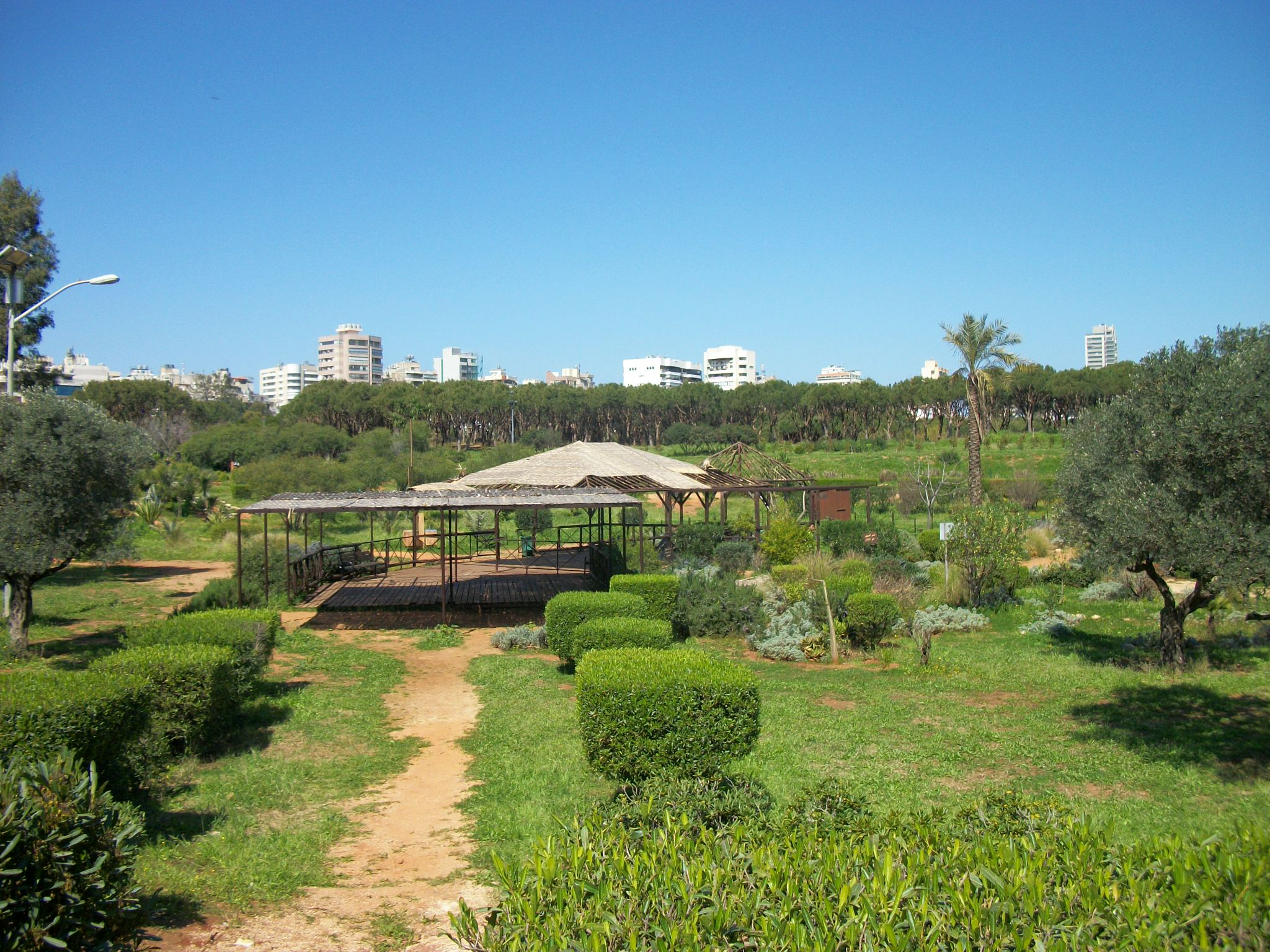
Horsh Beirut (2019)

Horsh Beirut (arabisch حرش بيروت, DMG Ḥurš Bairūt; auch Horsh el Snaubar حرش الصنوبر Ḥurš aṣ-ṣanawbar, wörtlich übersetzt „kleiner Pinien-Urwald“), französisch Bois de Pins, ist eine öffentliche Parkanlage im Beiruter Bezirk Mazraa. Mit einer Größe von 300.000 m² ist er die größte öffentliche Grünanlage der Stadt.

## Geschichte
Der Park wurde auf dem Gebiet eines ehemaligen Pinienwaldes errichtet, der ursprünglich (1696) 1.250.000 m² umfasste. 1967 waren von dem Wald noch 800.000 m² erhalten. Im Libanonkrieg 1982 bombardierte Israel das Gelände, das zeitweise als Flüchtlingslager für Palästinenser genutzt wurde. Ab 1990, nach dem Ende des Libanesischen Bürgerkriegs, wurde die Parkanlage wieder hergestellt, blieb aber für die Öffentlichkeit gesperrt. Erst seit 2015 ist sie wieder zugänglich. Das erste Jahr über nur samstags mit Genehmigung, mittlerweile durchgehend und für jeden offen.